# ضرب الرمل (مسلسل)
ضرب الرمل هو مسلسل سعودي مأخوذ قصته من عمل روائي من ثلاثية ضرب الرمل للروائي محمد المزيني، وهي ملحمة تاريخية تتناول تحولات المجتمع السعودي خلال ثلاثة أجيال منذ عام 1956م مرورا بعقد الثمانينات حتى العصر الحالي، العمل من بطولة الفنان خالد عبد الرحمن ومحمد الطويان وأميرة محمد وأحمد بن سعيد وغيرهم.

## طاقم التمثيل
- خالد عبد الرحمن
- ليلى السلمان
- ريتا حرب
- أميرة محمد
- عبد العزيز السكيرين
- مروة محمد
- مطلق مطر
- ناصر الربيعان
- أسامه القس
- جبران الجبران
- محمد الشدوخي
- فوز العبد الله
- ريم الفهد
- أضوى فهد

### ظهور خاص
- طلال العبيد
- عبد الله العطاوي
- أحمد العتيبي[3]
- نزار ناصر
- شبيب سالم
- عمر خليفة
- شهد محمد
- أسماء الحسن
- أحمد الحميميدي
- عادل الضويحي

### تمثيل
- محمد السعيد
- راشد المزيني
- صالح الجمعة
- يوسف الدامغ
- حمد الصريخ
- عبد الرحمن العويس
- سالم الخزيم
- رزان هلالي
- راية
- جيهان الحربي
- رغد فيصل
- برديس
- أيمن صالح
- سلطان الحربي
- هنادي محمد
- محمد العبسي
- فيصل المسيعيد
- نادية الهلالي
- تهاني محمد
- سولاف سليمان
- سليمان السيد

### ضيوف الشرف
- محسن الشمري
- سامي حازم
- فيصل العمري
- صالح الحناكي
- محمد الزهراني

### الوجوه الجديدة
- ولاء عبد الغني
- هيلدا ياسين
- امنة التميمي

### الأطفال
- كيان محمد الحربي
- زياد الغزبي
- طلال العبيدي

## الموسيقى التصويرية
- طارق الناصر